# Untereck (Bannwald)
Das Gebiet Untereck ist ein mit Verordnung vom 27. Januar 2010 durch die Forstdirektion Tübingen ausgewiesener Bannwald (Schutzgebiet-Nummer 100027) bei Albstadt im Süden des deutschen Landes Baden-Württemberg.

## Definition
In Baden-Württemberg sind Bannwälder Totalreservate, in denen jegliche Nutzung per Rechtsverordnung verboten ist. In anderen Ländern Deutschlands sind die Totalreservate unter dem Namen Naturwaldreservat, Naturwaldparzelle, Naturwaldzelle oder Naturwald bekannt. Bannwälder dienen der wissenschaftlichen Erforschung natürlicher Abläufe in Wäldern. Durch ihren Reichtum an Struktur und abgestorbenem Holz sind Bannwälder Rückzugsgebiete für viele bedrohte Tier-, Pflanzen- und Pilzarten.

## Lage
Der etwa 86 Hektar große, zu den Naturräumen Hohe Schwabenalb und Südwestliches Albvorland gehörende Bannwald Untereck liegt rund zwei Kilometer südwestlich des Albstadter Stadtteils Laufen an der Eyach, inmitten der „Balinger Berge“ und ist Teil des Steilabfalls der Südwestalb, des sogenannten Albtraufs.

## Schutzzweck
Wesentlicher Schutzzweck ist es, die unbeeinflusste, spontane Entwicklung des Waldes, hier vertreten durch die Waldgesellschaften des Buchen-Tannen- und des Ulmen-Ahorn-Waldes in Verbindung mit Eschen-Ahorn-Schlucht- und Blockwäldern, mit seinen Tier- und Pflanzenarten zu gewährleisten. Hier kommen die auf der Schwäbischen Alb seltenen bodensauren Fichtenwälder und das stark gefährdete Grüne Koboldmoos vor. Untereck wurde wegen seiner einzigartigen Fichten-Blockwälder als Bannwald und Naturschutzgebiet ausgewiesen. Vor Urzeiten häuften sich hier herabstürzende Felsblöcke zu einer mächtigen Blockhalde an. Man hat den Eindruck, dass sich kaum Boden gebildet hat und die Fichten allein im Steinwerk wurzeln.
Weiterer Schutzzweck ist der Beitrag zur Erhaltung der biologischen Vielfalt in Europa: Der Bannwald ist Teil des nach der Richtlinie 92/43/EWG (Fauna-Flora-Habitat-Richtlinie) ausgewiesenen Schutzgebiets „Östlicher Großer Heuberg“ (Schutzgebietskennung DE-7819-341), des Vogelschutzgebiets „Südwestalb und Oberes Donautal“ (DE-7820-441), des Naturschutzgebiets „Untereck“ (4.021) sowie des Landschaftsschutzgebiets „Albstadt-Bitz“ (4.17.001).

## Betreuung
Wissenschaftlich betreut wird der Bannwald Untereck durch die Forstliche Versuchs- und Forschungsanstalt Baden-Württemberg (FVA).

## Erweiterung
Eine Erweiterung nach Meßstetten um 40 Hektar ist erfolgt.